# Kazimir Hnatow
Kazimir Hnatow (9 de novembre de 1929 - 16 de desembre de 2010) fou un futbolista francès d'ascendència ucraïnesa.

## Selecció de França
Va formar part de l'equip francès a la Copa del Món de 1958.